# Крепс, Дэвид
Дэвид Крепс (англ. David M. Kreps; род. 1950) — американский экономист.
Член Национальной академии наук США (1997).
Бакалавр (1972) Дартмутского колледжа; доктор философии (1975) Стэнфордского университета. С 1975 года преподает в Стэнфорде. В качестве приглашенного профессора преподавал в Йеле, Гарварде, Тель-Авивском университете и др. Награждён медалью Дж. Б. Кларка (1989).

## Основные произведения
- «Три эссе о рынках капитала» (Three Essays on Capital Markets, 1982);
- «Корпоративная культура и экономическая теория» (Corporate Culture and Economic Theory, 1986);
- «Курс микроэкономической теории» (Course in Microeconomic Theory, 1990).